# Whitfieldiinae
Whitfieldieae, podtribus primogovki, dio tribusa Whitfieldieae, potporodica Acanthoideae. Sastoji se od 8, od ukupno 9 priznatih rodova tribusa.
Tipični rod vajtfildija raširena je tropskom Afrikom, dok je ostalih 7 rodova endemično za Madagaskar.

## Rodovi
1. Subtribus Whitfieldiinae I.Darbysh. & E.A.Tripp
  1. Whitfieldia Hook. (13 spp.)
  2. Chlamydacanthus Lindau (2 spp.)
  3. Zygoruellia Baill. (1 sp.)
  4. Camarotea Scott Elliot (1 sp.)
  5. Forcipella Baill. (4 spp.)
  6. Vindasia Benoist (1 sp.)
  7. Leandriella Benoist (1 sp.)
  8. Ritonia Benoist (2 spp.)